# 리스테리아
리스테리아(학명: Listeria) 또는 리스테리아속은 작은 막대 모양의 간균이며 섬모로 운동한다. 지금까지 리스테리아병을 일으키는 박테리아로는 리스테리아 모노키토게네스(Listeria monocytogenes)만이 알려져 있다.

## 예방
리스테리아로부터 감염되는 것을 막기 위해서는 먼저 냉장고 위생을 철저히 해야하며 소독의 과정에서는 에탄올을 사용해도 된다.   4차 암모늄은 식품 접촉 식 살균 소독제로 알코올과 함께 사용하여 위생 처리 기간을 늘릴 수 있다. 리스테리아는 다른 균들과는 달리 영하 20도의 온도에서도 생존이 가능하기 때문에 대처를 잘해야 한다. 냉동식품은 조리과정에 주로 열을 사용하므로 리스테리아를 없애는 것이 가능하지만 냉장식품, 즉 핫도그 및 저온 살균 제품에 대해서는 적절한 조리법을 사용하는 것이 좋다.